# Nieuwszender
Een nieuwszender is een televisiezender die de hele dag nieuws, duiding en opinie uitzendt. Kenmerkend voor de programmering is bij 'breaking news' (urgent nieuws) de programmering direct te wijzigen. In de jaren 80 en 90 leidde de stijgende populariteit van kabeltelevisie tot de opkomst van deze zenders, die zich vaak op een internationaal publiek richten. De eerste nieuwszender, CNN, werd opgericht door Ted Turner in 1980.. Hoewel NPO 1 dagelijks journaals uitzendt tussen 06.30 en 24.00 uur en RTL Nieuws ook bulletins uitzendt op RTL 4 kent Nederland geen 24-uursnieuwszender. Het themakanaal NPO Nieuws was tot 15 december 2021 een alternatief waar voornamelijk herhalingen van het laatste NOS Journaal worden uitgezonden. Ook werden hier soms persconferenties uitgezonden die geen ruimte kregen op NPO 1. Begin 2019 sprak het Algemeen Dagblad de ambitie uit om de hele dag live te gaan uitzenden.

## Breaking News
Kenmerkend voor de programmering van een 24-uurs nieuwszender is bij 'breaking news' (urgent nieuws) hier direct over te berichten. Niet alle media gebruiken de term 'Breaking'. In Frankrijk wordt "Edition Speciale" en "Alert" ingezet om de kijker te wijzen op een speciale uitzending. Fox News Channel gebruikt "Fox News Alert".

## Voorbeelden
Dit zijn enkele voorbeelden van nieuwszenders met hun beginjaar en land.
| Beginjaar | Naam               | Land                                   |
| --------- | ------------------ | -------------------------------------- |
| 1980      | CNN                | Verenigde Staten                       |
| 1989      | Sky News           | Verenigd Koninkrijk                    |
| 1991      | BBC World News     | Verenigd Koninkrijk                    |
| 1991      | STAR News          | India                                  |
| 1993      | Euronews           | Frankrijk                              |
| 1994      | La Chaîne Info     | Frankrijk                              |
| 1996      | MSNBC              | Verenigde Staten                       |
| 1996      | Fox News Channel   | Verenigde Staten                       |
| 1996      | Al Jazeera         | Qatar                                  |
| 1997      | BBC News           | Verenigd Koninkrijk                    |
| 1999      | SVT 24             | Zweden                                 |
| 1999      | CNews              | Frankrijk                              |
| 2000      | CCTV News          | China                                  |
| 2000      | WELT               | Duitsland                              |
| 2004      | ABC News Now       | Verenigde Staten                       |
| 2004      | n-tv               | Duitsland                              |
| 2004      | Journaal 24        | Nederland                              |
| 2005      | BFM TV             | Frankrijk                              |
| 2005      | TeleSUR            | Venezuela                              |
| 2005      | RT                 | Rusland                                |
| 2006      | Médi 1 TV          | Marokko                                |
| 2006      | France 24          | Frankrijk                              |
| 2007      | Press TV           | Iran                                   |
| 2010      | ABC News 24        | Australië                              |
| 2012      | Sky News Arabia    | Verenigde Arabische Emiraten           |
| 2016      | France Info        | Frankrijk                              |
| 2019      | LN24               | België                                 |
| 2020      | NBC Sky World News | Verenigde Staten / Verenigd Koninkrijk |